# West Haddon
West Haddon è un villaggio e parrocchia civile dell'Inghilterra, appartenente alla contea del Northamptonshire.